# Frühlingsmelodie
Frühlingsmelodie ist ein 1944 entstandener reichsdeutscher Spielfilm von Hans Robert Bortfeldt. Die Hauptrollen spielen Hansi Knoteck, Albert Matterstock und Rolf Weih. 

## Handlung
Peter, Paul und Heinz sind seit frühester Jugend dicke Freunde; die beiden erstgenannten werden von Heinzens Eltern, Herrn und Frau Liebitz, fast wie die eigenen Kinder behandelt. Eines Tages kommt es bei einer Regatta zu einem schrecklichen Unfall: Heinz fällt ins Wasser und ertrinkt. Trotz dieses fürchterlichen Ereignisses verstärkt sich die Bindung von Vater und Mutter Liebitz zu Paul und Peter dadurch noch. Der alte Liebitz besitzt eine Produktionsstätte für den Bau von Musikinstrumenten, und da nunmehr Heinz nicht mehr, wie ursprünglich geplant, die Firma eines Tages wird übernehmen können, verfällt Franz Liebitz auf die Idee, dass anstatt seiner Peter und Paul fortan das Geschäft führen sollen. Die beiden jungen Männer lassen sich zwar im Instrumentenbau unterweisen, wollen sich aber nicht in Abhängigkeit begeben und beschließen, sich ihren Lebensunterhalt mit der Reparation von Instrumenten bzw. als Musiklehrer zu verdienen.
Der Frühling ist gekommen, und die beiden Männer planen, ihren Balkon mit Blumen zu begrünen. Beim Pflanzeneinkauf lernt Peter die junge Eva Aderholz kennen, die ihm sehr gefällt. In seiner Verliebtheit versucht er mit der Frau anzubandeln, fängt sich dabei aber einen Korb ein. Dennoch behauptet er Paul gegenüber, dass er mit ihr quasi schon verlobt sei. Eva lernt bald auch Paul kennen, und Peter glaubt irrtümlich, dass Paul ihm zuliebe Eva in beider Wohnung mitgebracht habe. Auch er scheint an dem Mädchen interessiert. Am kommenden Sonntag entscheiden sich die beiden Bewerber um Evas Gunst dennoch lieber für den Besuch eines Fußballspiels und lassen Eva links liegen. Die aber hat sich längst einen viel interessanteren Typen geangelt. Der heißt Otto Karnewaldt und wohnt im zweiten Stock des Mietshauses. Otto und Eva kommen schlussendlich zusammen, und die beiden Zurückgebliebenen trösten sich daraufhin mit zwei Zwillingen, die eine mit einem Leberfleck, die andere ohne.

## Produktionsnotizen und Wissenswertes
Die Dreharbeiten begannen im August 1944, und der Film befand sich bei Kriegsende April/Mai 1945 im Schnitt. Eine Aufführung hat es nicht gegeben. 
Berlin-Film-Herstellungsgruppenleiter Georg Mohr wirkte hier auch als Herstellungsleiter. Hanns H. Kuhnert entwarf die von Franz Koehn ausgeführten Filmbauten. Carl Erich Kroschke war für den Ton zuständig, Gustav Lorenz übernahm die Aufnahmeleitung.
Es wurden folgende Musiktitel produziert: Kleine Geschenke erhalten die Freundschaft, Frühling, bezaubernder Frühling und Ich trau’ mich nicht. Klaus S. Richter und Fritz Reiter schrieben die Liedtexte zu Peter Kreuders Kompositionen.
Drehbuchautor Walter Lieck, hauptberuflich Schauspieler, starb gegen Ende der Dreharbeiten.

## Kritik
Da der fertige Film keine Uraufführung erhalten hatte, existieren auch keine Kritiken.